# 小叶螺序草
小叶螺序草（学名：Spiradiclis microphylla）为茜草科螺序草属下的一个种。其种加词microphylla，意为“小叶的”。